# Nyírtass
Nyírtass anciennement Tass (allemand: Tausch , yiddish: טאהש Tash) est un village et une commune du comitat de Szabolcs-Szatmár-Bereg en Hongrie.
Le nom de la rivière Nyir a été ajouté en tant que préfixe en 1908.

## Histoire
Une communauté juive importante est historiquement présent dans la ville. Une Dynastie hassidique, les (en) Tosh porte même le nom de la ville. Elle est installée au Canada à Kiryas Tosh, ville nommée pour remémorer l'origine de Nyírtass de ses habitants.